# Oskar Lang

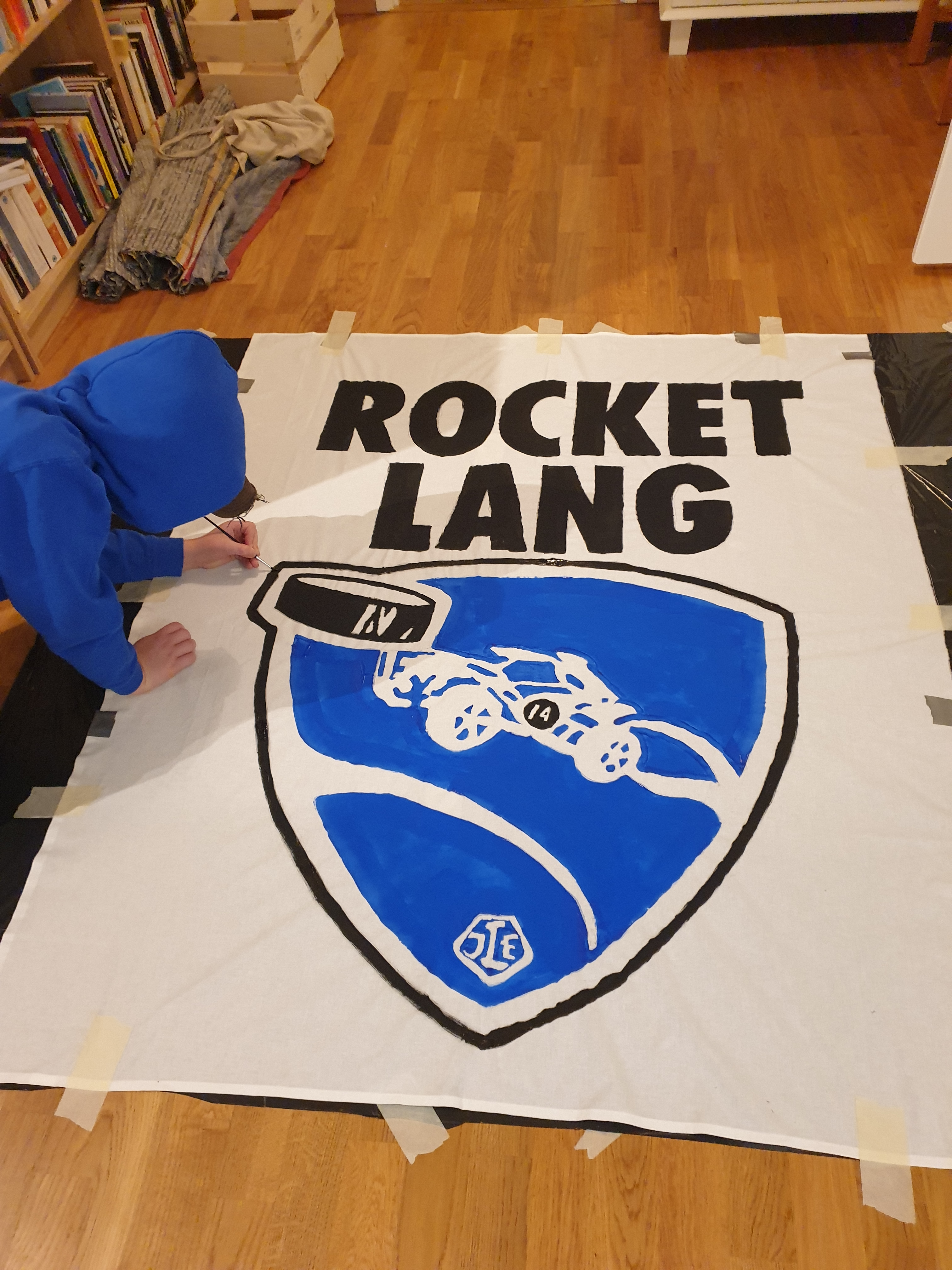
Tvåpinnsflagga som hyllar Oskar Lang för hans snabbhet.

Oskar Lang, född 4 december 1996 i Arvika, är en svensk professionell ishockeyspelare som spelar för Leksands IF i SHL. Hans moderklubb är Arvika HC. Lang utsågs säsongen 2019/2020 av Leksand Superstars till årets krigare i Leksands IF, något han även blev säsongen 2016/2017.